# Griesingen
Griesingen är en kommun (tyska Gemeinde) i Alb-Donau-Kreis i förbundslandet Baden-Württemberg i Tyskland. Folkmängden uppgår till cirka 1 100 invånare, på en yta av 8,15 kvadratkilometer.
Kommunen ingår i kommunalförbundet Ehingen (Donau) tillsammans med staden Ehingen (Donau) och  kommunerna Oberdischingen och Öpfingen.

## Befolkningsutveckling
| Befolkningsutvecklingen i Griesingen 1975–2015 | Befolkningsutvecklingen i Griesingen 1975–2015 | Befolkningsutvecklingen i Griesingen 1975–2015 | Befolkningsutvecklingen i Griesingen 1975–2015 | Befolkningsutvecklingen i Griesingen 1975–2015 |
| ---------------------------------------------- | ---------------------------------------------- | ---------------------------------------------- | ---------------------------------------------- | ---------------------------------------------- |
|                                                |                                                |                                                |                                                |                                                |
| År                                             |                                                |                                                | Folkmängd                                      | Areal (ha)                                     |
| 1975                                           | 1975                                           |                                                | 713                                            | 817                                            |
| 1980                                           | 1980                                           |                                                | 698                                            | 815                                            |
| 1985                                           | 1985                                           |                                                | 703                                            |                                                |
| 1990                                           | 1990                                           |                                                | 774                                            | 816                                            |
| 1995                                           | 1995                                           |                                                | 890                                            |                                                |
| 2000                                           | 2000                                           |                                                | 959                                            |                                                |
| 2005                                           | 2005                                           |                                                | 1 010                                          |                                                |
| 2010                                           | 2010                                           |                                                | 1 061                                          |                                                |
| 2015                                           | 2015                                           |                                                | 1 021                                          |                                                |
|                                                |                                                |                                                |                                                |                                                |